# Arcesilau de Siracusa
Arcesilau (en llatí Archesilaus, en grec antic Ἀρκεσίλαος "Arkesílaos") fou l'assassí d'Arcàgat, fill d'Agàtocles de Siracusa, a Àfrica. El va matar quan el tirà, del que l'assassí era un bon amic, va anar a l'Àfrica el 307 aC després de les derrotes del fill, però no hi va poder desembarcar pel motí dels soldats.